# Franz Wolter
Franz Wolter (* 25. November 1865 in Köln; † 11. Dezember 1932 in München) war ein deutscher Maler und Kunstschriftsteller.

## Leben
Wolter besuchte die Kunstakademien in Gent, Brüssel und Düsseldorf. In Düsseldorf, wo er von 1892 bis 1895 studierte, war er Schüler von Adolf Schill und Eduard von Gebhardt. Vier Jahre arbeitete er anschließend bei Friedrich Stummel in Kevelaer als Kirchenmaler. Nach einer Zeit der Wanderschaft im Rhein- und Maingebiet ließ er sich in München nieder. Den dortigen Glaspalast beschickte er seit 1898.
In München diente er von 1906 bis 1932 als erster Vorsitzender des Vereins für Christliche Kunst. Außerdem fungierte er als Präsident des Münchner Alterthumsvereins. Ferner gehörte er der Münchner Künstlergenossenschaft und dem Reichsverband bildender Künstler Deutschlands an. Zusammen mit Karl Raupp gab er die Künstlerchronik von Frauenchiemsee heraus. Insbesondere auf dem Gebiet der mittelalterlichen Plastik, die er sammelte, trat er als Kunsthistoriker auf.
1935 ehrte ihn die Stadt München durch Benennung der Franz-Wolter-Straße im Stadtteil Oberföhring.

## Schriften (Auswahl)
- Franz v. Lenbachs Maltechnik. In: Münchner kunsttechnische Blätter. Beilage zu: Die Werkstatt der Kunst, Nr. 3, 1904, S. 11–12.
- Jakob Kaschauer, der Meister des 1443 errichteten Hochaltars im Dom zu Freising. In: Jahrbuch des Vereins für christliche Kunst 1, 1912, S. 1–26.
- Die Maria mit dem Kinde im Wechsel der künstlerischen Auffassung in der bayerischen Plastik des 14., 15. und 16. Jahrhunderts. Hübschmann, München 1918.
- mit Karl Raupp (Hrsg.): Die Künstlerchronik von Frauenchiemsee. München 1918 (2. Auflage München 1924).
- mit Willy Burger: Die mittelalterliche Holzplastik in Deutschland. Holbein-Verlag, München 1924.
- (Hrsg.): Skizzenbuch Alt-Münchener Künstler. München 1924.
- mit Georg Jakob Wolf: Münchner Künstlerfeste. Münchner Künstlerchroniken. München 1924.
- Franz von Pocci als Simplizissimus der Romantik. München 1925.
- Der junge Velasques. Hugo Schmidt Verlag, München 1929.
- Wie sah Christus aus? Ein Jerusalemfund. Hugo Schmidt Verlag, München 1930 (mit Übersetzungen in Englisch und Französisch).